# Vesoul
Vesoul är en kommun i departementet Haute-Saône i regionen Bourgogne-Franche-Comté i östra Frankrike. Kommunen är prefektur för Haute-Saône och chef-lieu över 2 kantoner som tillhör arrondissementet Vesoul. År 2022 hade Vesoul 15 306 invånare.

## Befolkningsutveckling
Antalet invånare i kommunen Vesoul
| Referens: INSEE |